# Charrecey
Charrecey és un municipi francès, situat al departament de Saona i Loira i a la regió de Borgonya - Franc Comtat. L'any 2007 tenia 302 habitants.

## Demografia

### Població
El 2007 la població de fet de Charrecey era de 302 persones. Hi havia 120 famílies, de les quals 24 eren unipersonals (8 homes vivint sols i 16 dones vivint soles), 52 parelles sense fills, 40 parelles amb fills i 4 famílies monoparentals amb fills.
La població ha evolucionat segons el següent gràfic:
Habitants censats

### Habitatges
El 2007 hi havia 149 habitatges, 124 eren l'habitatge principal de la família, 18 eren segones residències i 7 estaven desocupats. 144 eren cases i 5 eren apartaments. Dels 124 habitatges principals, 109 estaven ocupats pels seus propietaris, 11 estaven llogats i ocupats pels llogaters i 4 estaven cedits a títol gratuït; 2 tenien una cambra, 4 en tenien dues, 11 en tenien tres, 26 en tenien quatre i 80 en tenien cinc o més. 89 habitatges disposaven pel capbaix d'una plaça de pàrquing. A 42 habitatges hi havia un automòbil i a 75 n'hi havia dos o més.

### Piràmide de població
La piràmide de població per edats i sexe el 2009 era:
| Homes | Edats   | Dones |
| ----- | ------- | ----- |
| 0     | 95 o +  | 0     |
| 0     | 90 a 94 | 0     |
| 0     | 85 a 89 | 8     |
| 4     | 80 a 84 | 4     |
| 4     | 75 a 79 | 8     |
| 4     | 70 a 74 | 0     |
| 8     | 65 a 69 | 8     |
| 8     | 60 a 64 | 8     |
| 8     | 55 a 59 | 4     |
| 4     | 50 a 54 | 12    |
| 20    | 45 a 49 | 8     |
| 8     | 40 a 44 | 12    |
| 8     | 35 a 39 | 4     |
| 12    | 30 a 34 | 16    |
| 4     | 25 a 29 | 4     |
| 8     | 20 a 24 | 8     |
| 8     | 15 a 19 | 8     |
| 16    | 10 a 14 | 8     |
| 12    | 5 a 9   | 8     |
| 0     | 0 a 4   | 20    |

## Economia
El 2007 la població en edat de treballar era de 193 persones, 148 eren actives i 45 eren inactives. De les 148 persones actives 142 estaven ocupades (76 homes i 66 dones) i 6 estaven aturades (1 home i 5 dones). De les 45 persones inactives 19 estaven jubilades, 14 estaven estudiant i 12 estaven classificades com a «altres inactius».

### Ingressos
El 2009 a Charrecey hi havia 125 unitats fiscals que integraven 313,5 persones, la mediana anual d'ingressos fiscals per persona era de 20.185 €.

### Activitats econòmiques
Dels 10 establiments que hi havia el 2007, 3 eren d'empreses de construcció, 4 d'empreses de comerç i reparació d'automòbils, 1 d'una empresa de transport, 1 d'una empresa d'hostatgeria i restauració i 1 d'una empresa classificada com a «altres activitats de serveis».
Dels 5 establiments de servei als particulars que hi havia el 2009, 2 eren guixaires pintors, 1 fusteria, 1 restaurant i 1 saló de bellesa.
L'any 2000 a Charrecey hi havia 4 explotacions agrícoles.

## Equipaments sanitaris i escolars
El 2009 hi havia una escola elemental.

## Poblacions més properes
El següent diagrama mostra les poblacions més properes.